# Альфонсо, принц Астурійський (1453—1468)
Альфонсо (17 листопада 1453, Тордесільяс, Кастилія і Леон — 5 липня 1468, Карденьйоса, Кастилія і Леон) — принц Астурійський, наступник престолу Кастилії та Леону. Зведений брат короля Енріке IV та учасник повстання магнатів проти нього.

## Дитинство
Альфонсо був єдиним сином від шлюбу короля Хуана II та Ізабели Португальської, що вижив до повноліття. У цьому ж шлюбі народилася старша сестра Альфонсо — Ізабела, що згодом стала королевою Кастилії.
Після смерті батька в 1454 році Альфонсо із матір'ю та сестрою вигнали: матір — до Аревало, а дітей — до Сеговії. Коли Альфонсо було близько семи років, його із сестрою перевели до королівського двору Енріке IV в Мадриді, де їх віддали під опіку королеви Жуани. У цей час ходили чутки, що королева намагалася отруїти Альфонсо, щоб забезпечити вступ на престол своєї єдиної дочки Хуани.

## Наступник престолу
На початку 1460-х років кастильська шляхта, зневірені в правлінні Енріке IV, вірили, що дочка королеви Жуани, інфанта Хуана, була зачата не королем Енріке. Вони поширювали чутки, що справжнім батьком Хуани був Бельтран де ла Куева, який, попри низьке походження, отримав від короля величезну повноту влади та вважався шляхтою, зокрема Альфонсо де Паленсія та іншими, одним із коханців королеви. Через це інфанта отримала прізвисько «Хуана ла Бельтранеха». Якщо б вона була нелегітимною дитиною королівського шлюбу, Альфонсо був би першим у лінії наступництва престолу, а якщо була б легітимною, то Альфонсо та Ізабела були б узурпаторами.

## «Альфонсо XII»

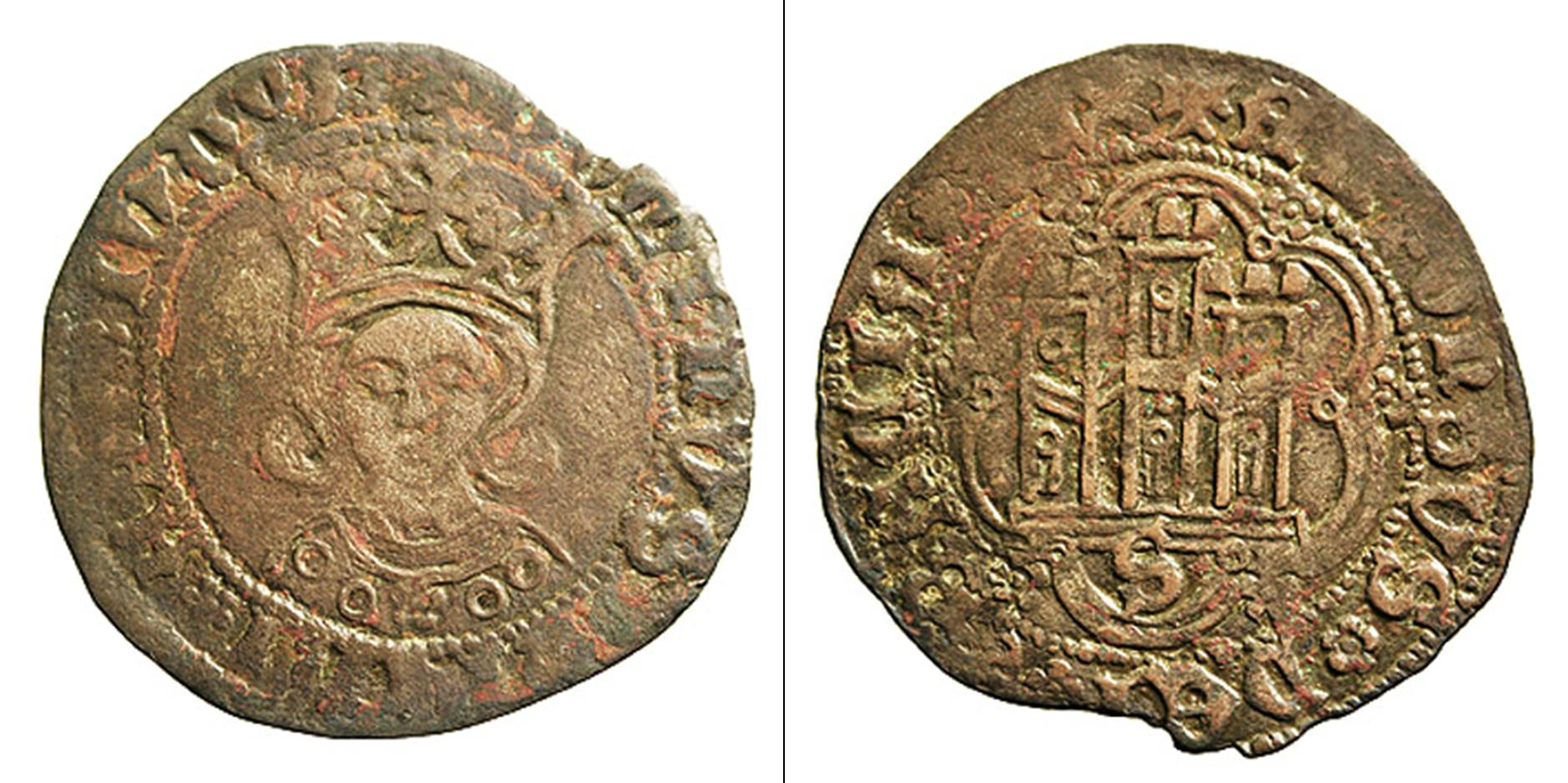
Монети, викарбувані прихильниками Альфонсо в Севільї

Група дворян в оточенні Альфонсо 1464 року змусила Енріке IV призначити його наступником престолу. Альфонсо надали титул принца Астурійського. Також Енріке пішов на компроміс, заявивши, що Альфонсо та Хуана одружаться та обоє отримають корону.
Незадовго після цього король знову став вживати заходів, щоб забезпечити сходження на престол своєї дочки. 5 червня 1465 року поблизу міста Авіла дворяни провели церемонію коронації Альфонсо як короля Альфонсо XII та визнали його своїм легітимним монархом. Ця подія відома як Авільський фарс. Незабаром розпочалася громадянська війна. Вирішальною стала друга битва під Ольмедо 1467 року, результатом якої стала нічия.

## Смерть та поховання
1468 року, у віці 14 років, Альфонсо раптово помер. Причина смерті невідома, проте, ймовірно, він міг померти від однієї з хвороб, зокрема, від чуми. Також були чутки, що його могли отруїти супротивники.
Його поховали біля батька в монастирі Мірафлорес (пізніше там же поховали Ізабелу Португальську). У 2006 році під час реставрації в монастирі було вирішено провести антропологічні дослідження поховань. Останки Альфонсо, поміщені в труну з горіхового дерева, були погано збережені. Зріст принца оцінили в 165 см.
2013 року науковці з Леонського університету, базуючись на результатах досліджень 2006 року, припустили, що Альфонсо був отруєний, проте не хворів на чуму, адже в його останках не знайдено залишків бактерії Yersinia pestis.
Після смерті Альфонса його сестру Ізабелу попросили зайняти престол, проте вона відмовилася. Після цього відбулися переговори, за якими шляхтичі отримали більшість бажаного, а Енріке IV виключив дочку Хуану з лінії наступництва. Після смерті Енріке в 1474 році Ізабела стала королевою Кастилії.